# 沃特福德交匯站
沃特福德交匯站（英語：Watford Junction railway station）是倫敦的一個火車站，位於赫特福德郡沃特福德。沃特福德交匯站是西海岸主線的車站之一，此外倫敦地上鐵也有列車途徑沃特福德交匯站。計劃2018年起倫敦地鐵大都會線延長至該站。

## 外部連結
- .   [2016-03-01]. （原始内容存档于2016-03-04）.
- . （原始内容存档于2016-01-17）.
- .   [2016-03-01]. （原始内容存档于2016-03-06）.
- . （原始内容存档于2007-09-28）.